# Can Nadal (Cornellà del Terri)
Can Nadal és una masia de Cornellà del Terri (Pla de l'Estany) inclosa a l'Inventari del Patrimoni Arquitectònic de Catalunya.

## Descripció
Edifici rural de planta quadrangular, desenvolupat en planta baixa, planta pis i golfes. La coberta és de teula àrab a quatre vessants i ràfec senzill amb lloses de pedra. Les parets portants són de maçoneria que és arrebossada a les façanes, deixant a la vista els carreus que emmarquen les obertures i les cantonades. Les obertures de la planta baixa i el primer pis presenten llinda de pedra d'una sola peça i ampit de pedra emmotllurat. La porta principal és de caràcter medieval amb llinda de fusta que descansa sobre carreus sobresortint a manera d'imposta. Per la façana de llevant hi ha un cos afegit d'una sola planta, amb terrassa superior, que fa d'element d'unió amb paller de planta rectangular, coberta de teula a dues vessants amb estructura de cairats i cavalls senzills de fust, suportats per parets portants de maçoneria i pilars de carreus a la façana principal.

## Història
A la part superior de la façana principal apareixen dues carteles, probables restes d'un matacà.